# Marrana della Cecchignola
La marrana della Cecchignola è uno dei canali naturali facenti parte del comune di Roma, che bagna la zona di Cecchignola.

## Storia
Bagna il territorio dell'Abbazia delle Tre Fontane e la zona di Tor Marancia.

## Geografia
È una tra le prime marrane per portata d'acqua. Attraversa la Valle della Caffarella, per poi confluire nell'Aniene. È possibile attraversarla su numerosi ponti. Si trova nei pressi della stazione della Cecchignola.